# Kamea

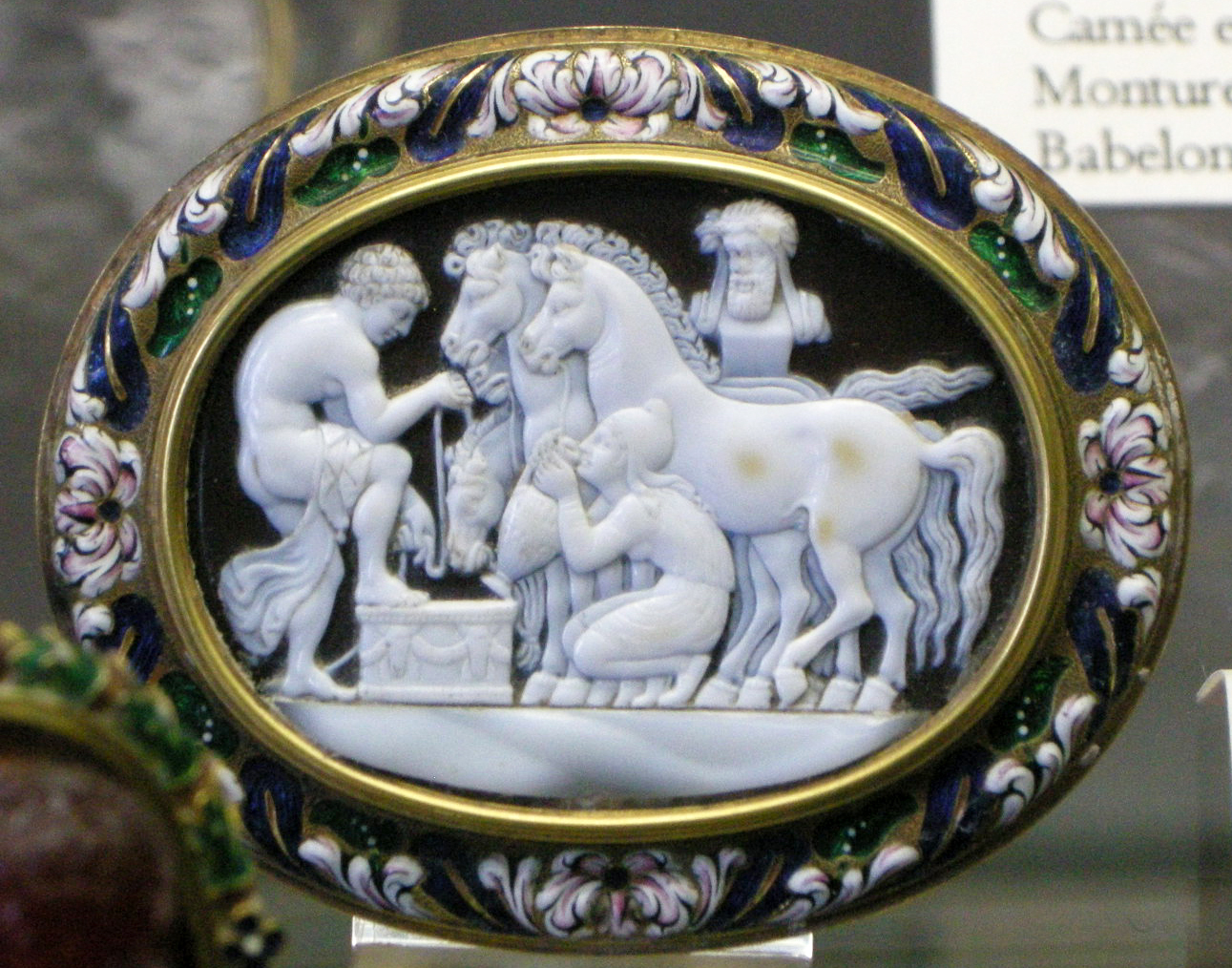
Kamea ze sceną mitologiczną, I wiek p.n.e.

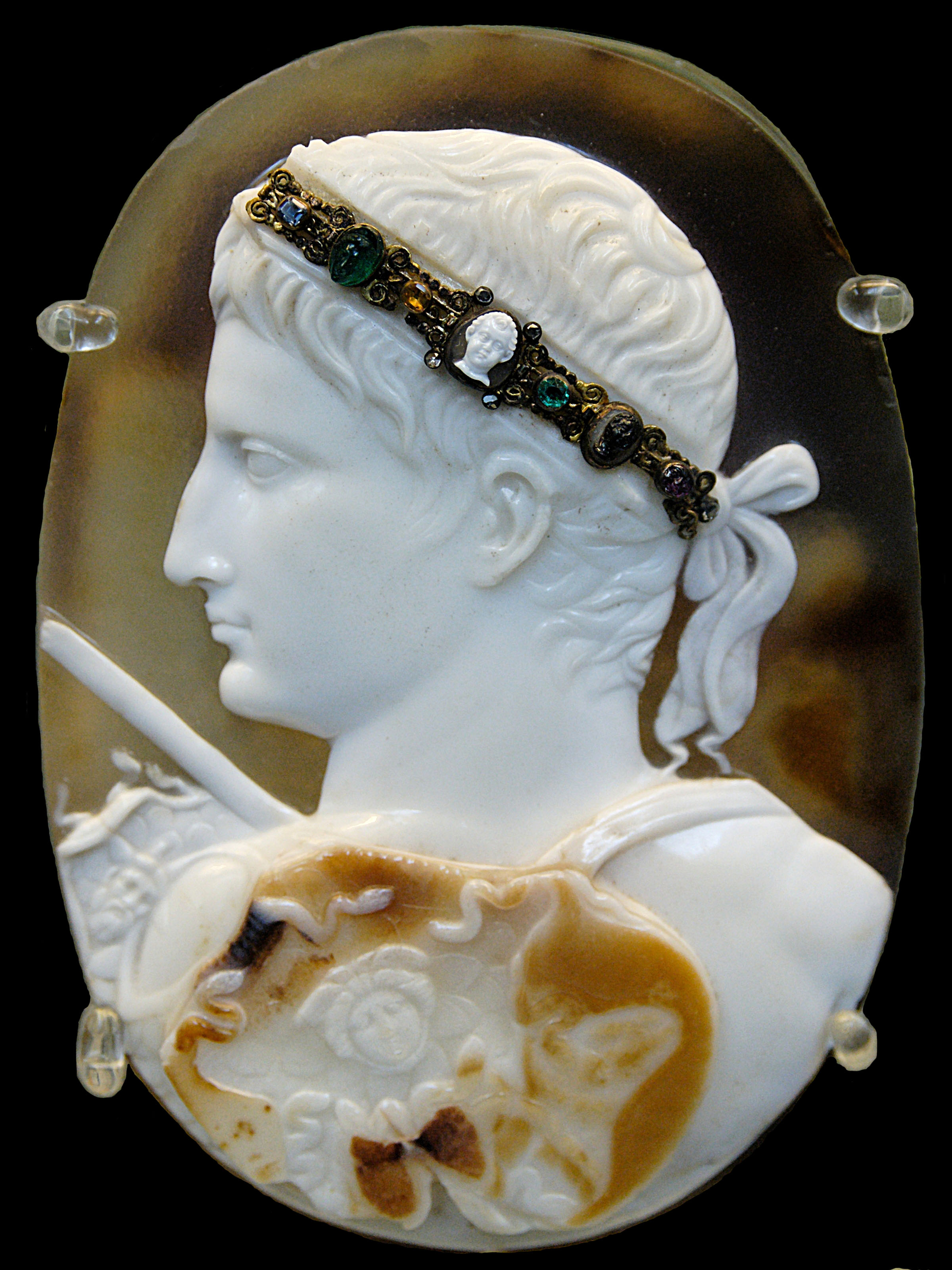
Rzymska kamea z wizerunkiem Gajusza Oktawiusza, 14-20 n.e.

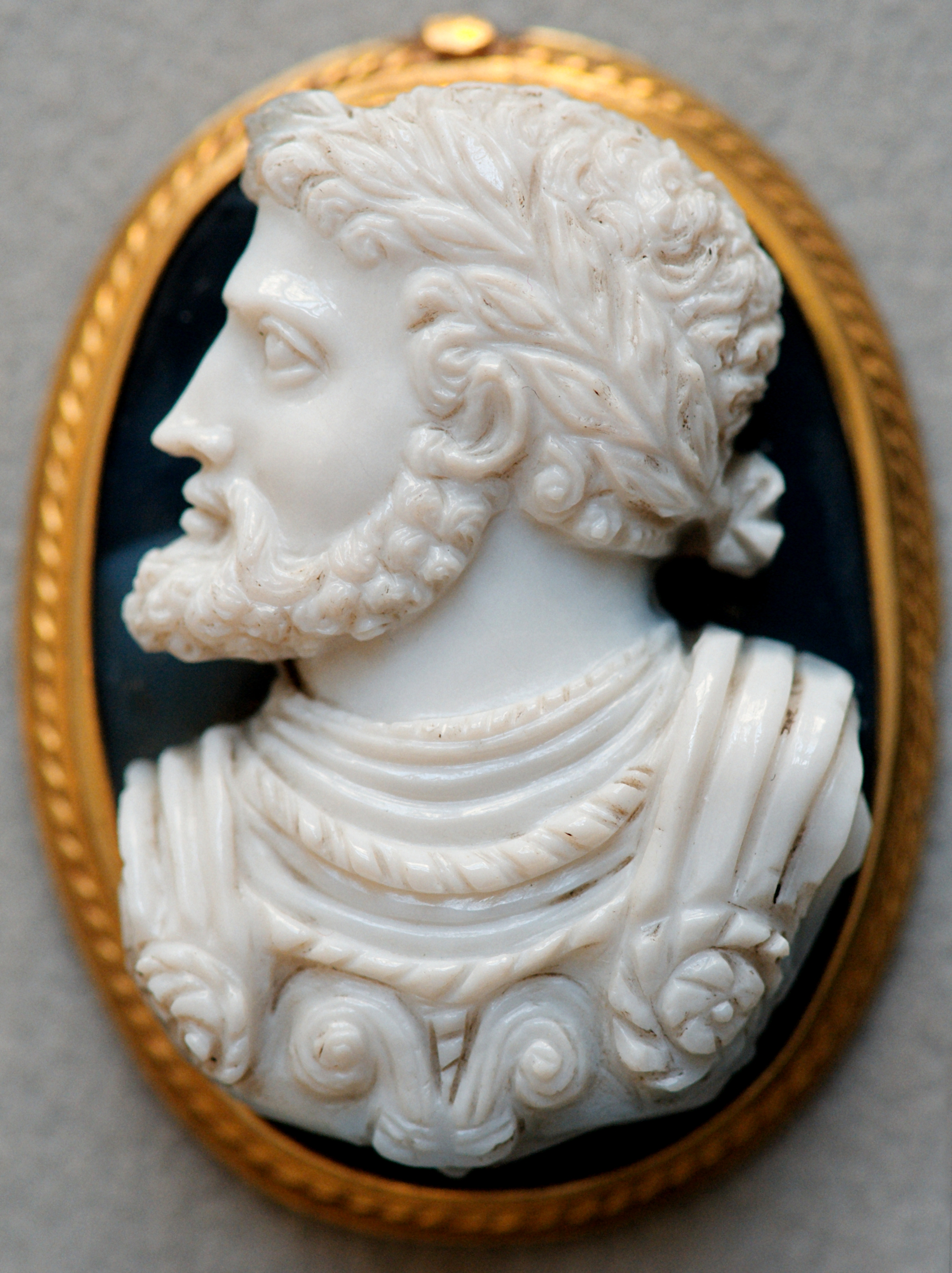
Kamea z wizerunkiem Karola V, XVI wiek

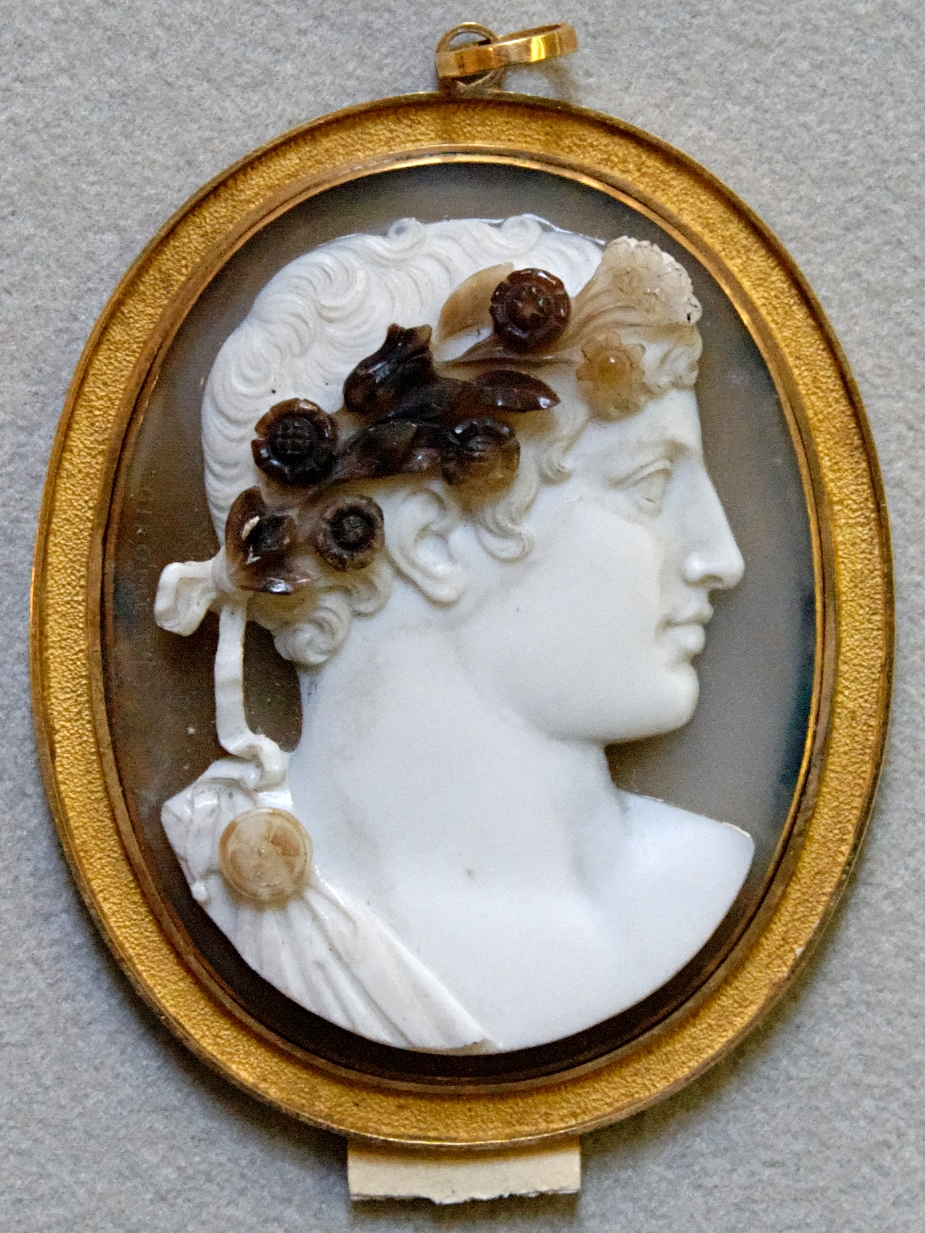
Giuseppe Girometti, kamea z alegorią wiosny, 1. poł. XIX wieku (?)

Kamea (z arabskiego kamma – garb, wypukłość) – rodzaj gemmy, szlachetny lub półszlachetny kamień ozdobiony reliefem ciętym wypukło.
Do wyrobu kamei najchętniej używano kamienia składającego się z dwóch różnobarwnych warstw – onyksu, sardonyksu, karneolu. Ponieważ dwubarwne kamienie są nader rzadkie, kamee często składano z dwóch kamieni, a w Mezopotamii wykorzystywano kość słoniową, glinę i wosk. Jako materiał wykorzystywano również skorupy muszli i koral.

## Historia
Pierwsi podobno robili kamee Babilończycy, a Fenicjanie przenieśli tę trudną sztukę i miłość do rzeźbionych kamieni do Egiptu. Do wielkiego rozkwitu doszła ona w Grecji, zwłaszcza za czasów Peryklesa. Ceniono sobie kamee na dworze Aleksandra Wielkiego i jego zastępców. Piękne zbiory oryginalnych kamei posiadała w Aleksandrii dynastia Ptolemeuszy. Do dziś niektóre okazy, pochodzące z kolekcji Ptolemeuszy z I wieku p.n.e., zdobią zbiory europejskie. Własnością Kleopatry była najpiękniejsza kamea świata – Tazza Farnese. Po jej śmierci znalazła się z całym skarbem władców Egiptu w Rzymie. Aktualnie znajduje się w zbiorach Narodowego Muzeum Archeologicznego w Neapolu. O cenie kamei nie świadczył surowiec, ale kunszt artysty. Do najsłynniejszych starożytnych twórców kamei należeli: Pyrgotoles, Ewodos, Dioskurides.
Pompejusz ofiarował jako votum świątyni Jowisza Kapitolińskiego kolekcję kamei greckich, wśród których było dwa tysiące pucharów z onyksu, oprawnych w złoto.
Na kameach często utrwalano wizerunki rzymskich władców. Zbiory tych rzeźb znalazły się potem w skarbcach władców europejskich, a w średniowieczu ozdabiano nimi nawet krucyfiksy i relikwiarze, nie bacząc na ich świecki, a niekiedy wręcz pogański charakter. Kamee oprawiane w metale szlachetne znalazły się także w koronach, zwłaszcza kochali je cesarze bizantyńscy. Kiedy w 330 Konstantyn I przeniósł skarby cesarstwa rzymskiego, wśród skarbów pokaźne miejsce zajmowały właśnie kamee. Niektóre z nich powróciły do Europy ofiarowane przez władcę Cesarstwa Łacińskiego – Baldwina II świętemu Ludwikowi, by zorganizował kolejną wyprawę krzyżowców. Część kamei znalazła się w Sainte-Chapelle, inne w opactwie Saint-Denis (Seine-Saint-Denis). Dziś niektóre z nich są ozdobą muzeów francuskich.
W czasach odrodzenia powróciła moda na wszystko, co starożytne. Zachwycano się zwłaszcza rzeźbą – także tą najmniejszą. Największą wartość miały oczywiście oryginały, było ich jednak zbyt mało, jak na powszechne zapotrzebowanie władców i bogaczy. Zaczęto więc robić nowe na wzór starożytnych, portretując przy okazji władców i piękne kobiety na modłę starożytnych bóstw. Kamee oprawiano wówczas w pierścienie, diademy, naszyjniki, bransolety. Służyły jako medaliony przy łańcuchach. Tworzono także większe dziełka, które wprawiano w pokrywy puzderek lub szkatułek. W czasach odrodzenia powstał zwyczaj, że bogaci zbieracze kolekcjonowali kamee – dziś zbiory te stanowią podstawę skarbców muzealnych, zwłaszcza we Włoszech i Niemczech. Jednym z największych kolekcjonerów miniaturowych płaskorzeźb, które powstawały również na jego specjalne zamówienie, był renesansowy władca Florencji Lorenzo de’ Medici. W jego ślady szli kolejno król Francji Franciszek I Walezjusz, cesarz Rudolf II Habsburg, władca Hiszpanii i Portugalii król Filip III Habsburg.
W okresie renesansu wielu wybitnych artystów zajmowało się rzeźbieniem gemm, wzorując się na starożytnych twórcach. Stworzyli nie mniej piękne miniaturowe dzieła sztuki. Najbardziej poszukiwane okazy wychodziły spod palców Celliniego, Ottavio Miseroniego, Jana Jakuba Caraglio, Jacopa da Trezzo. Król Henryk IV miał na swoje rozkazy całą plejadę twórców: Guillame Dupres, Olivier Corode i Julien de Fontanay. Cesarze korzystali z usług kilku pokoleń rodziny rzeźbiarzy Miseroni.
Kamee były jednak kosztowne, toteż robiono ich kopie w szkle, wosku, laku i innych materiałach. Fascynacje rzeźbionymi kamieniami były tak wielkie, że w Italii nadawano pięknym dziewczętom imię Gemma, oznaczającego po łacinie ów rzeźbiony kamień. Wierzono, że Afrodyta wyrzeźbiona w kamieniu przynosiła siłę, Atena mądrość, a Zeus władzę i potęgę.
W epoce baroku lubowano się szczególnie w przypominaniu scen mitologicznych w malarstwie i rzeźbie, nic więc dziwnego, że nadal ryto je w kamieniach dekoracyjnych. W XVIII wieku nadal uważano, że kamee są bardzo wytworną ozdobą kobiecego stroju. Komponowano więc z nich diademy i naszyjniki, umieszczano je w oprawach kosztownych wachlarzy. Wielką wielbicielką gliptyki była markiza de Pompadour. Łożyła na wykształcenie wybitnego rzeźbiarza kamieni, Jacques Guay. Do tej pory można oglądać w muzeach kamee, pochodzące z jej kolekcji.
Najbardziej udane egzemplarze miniaturowych rzeźb naśladowano na porcelanie angielskiej J. Wedgwooda, zdobiąc nimi serwisy i wazy. Stale rosnące zapotrzebowanie spowodowało, że coraz powszechniej zaczęto barwić agatowy surowiec, a także używać korali i konchy perłowej do sporządzania kamei.
W drugiej połowie XIX wieku brosza z kameą stała się koniecznym elementem stroju wytwornych dam, które nosiły żaboty lub zapinały suknie wysoko pod szyją. Jeśli kamea nie była zbyt kolorowa, noszono ją jako element biżuterii żałobnej.

## Słynne kamee
- Kamea z hessonitu z rzeźbą głowy Chrystusa o masie 61,5 ct
- Tazza Farnese
- Gemma Augusta
- Wielka Kamea Francji
- Kamea Gonzaga